# Frank Høj
Frank Høj (uitspraak: /hoi/) (Holte, 4 januari 1973) is een voormalig Deens wielrenner.

## Carrière
De in Holte geboren Frank Høj werd beroepswielrenner in 1995 bij een kleiner Belgisch team. Hij won een paar kleinere wedstrijden en viel in 1998 op toen hij Veenendaal-Veenendaal won, Deens kampioen werd en ook het Circuit Franco-Belge won. Het leverde hem voor het volgende seizoen een contract op bij US Postal.
Høj was vooral goed in de vlakkere eendaagse wedstrijden, maar op een paar kleinere wedstrijden na won hij zelden. Opvallende resultaten zijn een tweede plaats in de Omloop Het Volk van 2002 (achter Peter Van Petegem) en ook een tweede plaats in de Ronde van Saksen een jaar later. Bij twee achtereenvolgende Olympische Spelen eindigde hij in de top tien.
Høj verhuisde tijdens zijn carrière vaak van ploeg. Toen hij na het seizoen van 2010 geen nieuw contract kreeg bij Team Saxo Bank besloot hij te stoppen met wielrennen.

## Belangrijkste overwinningen
1994
- 3e etappe Circuit Franco-Belge

1995
- 3e etappe Ronde van Slovenië

1997
- Zottegem - Dr. Tistaertprijs

1998
- Omloop van het Waasland
- Deens Kampioen op de weg, Elite
- Veenendaal-Veenendaal
- Grote 1-Mei Prijs
- Eindklassement Circuit Franco-Belge
- Dutch Food Valley Classic

2000
- GP Fayt-le-Franc

2003
- GP Herning

2004
- GP Herning

2005
- 3e etappe Circuit Franco-Belge

## Resultaten in voornaamste wedstrijden
| Jaar | Ronde van Italië | Ronde van Frankrijk | Ronde van Spanje |
| ---- | ---------------- | ------------------- | ---------------- |
| 1995 |                  |                     |                  |
| 1997 |                  |                     |                  |
| 1998 |                  |                     |                  |
| 1999 |                  |                     | 97e              |
| 2000 |                  | 100e                |                  |
| 2001 |                  |                     | 128e             |
| 2002 | 107e             |                     |                  |
| 2003 | buiten tijd      |                     |                  |
| 2004 |                  |                     | 112e             |
| 2005 | 152e             |                     |                  |

| Jaar | Milaan-San Remo | Gent-Wevelgem | Ronde van Vlaanderen | Parijs-Roubaix | Amstel Gold Race | Parijs-Brussel | Omloop Het Volk |  | WK op de weg |  | Wereldranglijsten |
| ---- | --------------- | ------------- | -------------------- | -------------- | ---------------- | -------------- | --------------- |  | ------------ |  | ----------------- |
| 1995 |                 | 74e           |                      | 77e            |                  |                |                 |  |              |  |                   |
| 1997 |                 | 84e           | 67e                  |                |                  | 15e            | 24e             |  | 83e          |  |                   |
| 1998 |                 | 49e           |                      |                |                  |                | 41e             |  |              |  |                   |
| 1999 |                 | 92e           |                      |                |                  |                |                 |  |              |  |                   |
| 2000 | 127e            | 31e           | 32e                  | 27e            |                  | ↑              |                 |  |              |  |                   |
| 2001 | 69e             |               | 18e                  | 30e            |                  |                | 12e             |  |              |  |                   |
| 2002 | 115e            | 65e           | 32e                  | 14e            |                  | 85e            | ↑               |  | 24e          |  |                   |
| 2003 |                 |               |                      |                | 47e              |                |                 |  | 15e          |  |                   |
| 2004 | 122e            | 15e           | 8e                   | 10e            |                  |                |                 |  | 85e          |  | 13e (UWB)         |
| 2005 |                 |               | 29e                  | 17e            |                  |                |                 |  |              |  |                   |

Wielerploegen van Frank Høj
den Braber ·  
De Clercq ·   
Desmet ·  
Eeckhout ·
Fleischer ·
Heynderickx ·
Høj · 
Huybrechts · 
Janssens ·
Moermans · 
Nulens ·
Omloop ·
Peers · 
Piątek ·
Planckaert ·
van der Poel ·
Theunisse · 
Van Aken ·
Vandromme ·
Vanhaecke ·
E. Van Lancker ·
K. Van Lancker · 
Van Luchem (tot 28/02) · 
Van Roosbroeck ·
Verbeken ·
Zemke
Bäckstedt ·
Bouvard (tot 30/06) ·
den Braber ·  
Capiot ·
Carbajal ·
Daelman ·
E. De Clercq ·  
P. De Clercq ·
Deschuytter ·
Desmet ·  
Eeckhout ·
Heynderickx · 
Høj · 
Janssens (tot 28/02) ·
Konings ·
Lenaers ·
Medan ·
Mulders ·
Omloop ·
Peers · 
Salmon ·
Van Lancker ·
Vanconingsloo (tot 15/03) · 
Verdonck · 
De Neef (stagiair) · 
Hammond (stagiair)
Baeyens ·
Claeys ·
De Clercq ·  
De Neef ·
Deschuytter ·
Desmet ·  
Høj · 
Lenaers ·
Moermans (tot 31/08) ·
Ozers ·
Stockx ·
Verbeken · 
Verdeyen (stagiair) ·
Vermeersch (stagiair)
Bomans · Corvers · M.De Clercq · H.De Clercq · De Geyter · Hammond · Høj · Janssens · Nelissen · Pauwels · Spaenhoven · Sunderland · Van Malderghem · G.Vanderaerden · Vermeersch · Aitken (stagiair) · Berden (stagiair) · Rivera (stagiair)
Andreu ·
Armstrong ·
Casey ·
Dean ·
Deramé · 
George ·
Hamilton · 
Hincapie ·
Høj ·
Jekimov · 
Jemison · 
Joachim ·
Livingston ·
Magnusson ·
Meinert-Nielsen · 
Vande Velde ·
Vaughters
Casar ·
Casper ·
D'Hont ·
Fritsch ·
Guesdon ·
Guidi ·
Gwiazdowski ·
Heulot ·
Høj ·
Jan ·
Ledanois ·
Magnien ·
McGee ·
Mengin ·
Michaelsen ·
Montgomery ·
Nazon ·
Perque ·
Saugrain ·
Schnider ·
Tessier ·
Vogondy ·
Bodo (stagiair) ·
Kern (stagiair) ·
Lhuiller (stagiair) 
Adamsson ·
Aebersold ·
Becke ·
Brand ·
Christensen ·
Escartín ·
Garmendia ·
Gianetti ·
Giebelmann ·
Gritsoen ·
Henrix ·
Høj ·
Huser ·
Meier ·
Michaelsen ·
Mutschler · 
Phillips ·
Ronellenfitsch ·
Rund ·
Schweda ·
Sjantir ·
Urban ·
von Kleinsorgen ·
Zülle
Adamsson ·
Aebersold ·
Becke ·
Beltrán ·
Casero ·
Christensen ·
Escartín ·
Garmendia ·
Gianetti ·
Guidi ·
Henrix ·
Hernández ·
Høj ·
Huser ·
Korff ·
Lara ·
Michaelsen ·
Pérez · 
Plaza ·
Radochla ·
Rund ·
Schweda ·
Sjantir ·
Urban ·
von Kleinsorgen ·
Wilhelms ·
Zülle
Andresen ·
Arvesen ·
Bäckstedt ·
Bak ·
Grönqvist ·
Høj ·
Johansen · 
Jørgensen · 
Modin ·
Nielsen ·
Petersen ·
Rasmussen ·
Reihs ·
Riebenbauer · 
Rittsel ·
Skelde ·
Sunderland ·
Vestøl ·
Winn
Arvesen ·
Bartoli ·
Basso ·
Blaudzun · 
Bruun Eriksen ·
Calvente ·
Christensen ·
Guidi ·
Goesev ·
Hoffman ·
Høj ·
Jaksche ·
Julich ·
Luttenberger ·
Madsen ·
Michaelsen · 
Peron ·
Piil ·
Sandstød ·
Sastre ·
F. Schleck ·
Sciandri (tot 20/05) ·
Sørensen · 
Vandborg ·
Voigt ·
A. Schleck (stagiair) 
Förster ·
Fothen ·
Haselbacher ·
Høj ·
Hondo (tot 14/04) ·
Krauß ·
Lang ·
Leipheimer ·  
Moletta ·  
Montgomery ·
Ordowski ·
Peschel ·
Rebellin ·
Rich · 
Russ ·  
Schmidt ·
Scholz · 
Serpellini ·
Strauss ·
Totschnig ·
Wegmann ·
Wrolich ·
B. Zberg ·
M. Zberg ·
Ziegler ·
Haussler (stagiair) ·
Martin (stagiair) ·
Meschenmoser (stagiair) ·
Muck (stagiair) 
Förster ·
M. Fothen ·
T. Fothen ·
Haselbacher ·
Haussler ·
Hiekmann ·
Høj ·
Kopp ·
Krauß ·
Lang ·
Leipheimer ·  
Moletta ·  
Montgomery ·
Ordowski ·
Rebellin ·
Rich · 
Russ ·  
Scholz · 
Schumacher · 
Strauss ·
Totschnig ·
Wegmann ·
Wrolich ·
B. Zberg ·
M. Zberg ·
Fröhlinger (stagiair) ·
Keinath (stagiair) 
Augé ·
Bessy ·
Bourgain · 
Buffaz · 
Chavanel · 
De Weert ·
Duclos-Lassalle · 
Duque · 
Elijzen ·
Farrar · 
Fernández ·
Hartmann ·
Hary ·
Heijboer · 
Henriette · 
Høj · 
Huguet · 
Lequatre · 
Minard · 
Moinard · 
Moncoutié · 
Monfort ·
Monier ·
Moreni (tot 31/07) ·
Nuyens ·
Parra ·
Scheirlinckx · 
Sireau ·
Sutton ·
Tournant · 
Valentin · 
Verbrugghe · 
Wiggins · 
Zampieri · 
El Fares (stagiair) ·
Taaramäe (stagiair) · 
Villa (stagiair) 
Augé ·
Blain ·
Bourgain · 
Brard ·
Buffaz · 
Chavanel · 
Demaret ·
De Weert ·
Duclos-Lassalle · 
Dumoulin ·
Duque · 
El Fares ·
Fernández ·
Hartmann ·
Hary ·
Heijboer · 
Henriette · 
Høj · 
Huguet · 
Minard · 
Moinard · 
Moncoutié · 
Monfort ·
Monier ·
Nuyens ·
Portal ·
Scheirlinckx · 
Sireau ·
Taaramäe · 
Tournant · 
Valentin · 
Verbrugghe · 
Villa ·
Zampieri · 
Blot (stagiair) ·
Lebas (stagiair) · 
Zingle (stagiair) 
Arvesen ·
Bak ·
Bellis · 
Bøchman ·
Breschel ·
Cancellara     ·
Fuglsang ·
Goss ·
Haedo ·
Høj ·
Klemme ·
Klostergaard ·
Kolobnev ·
Kroon ·
Larsson ·
Ljungqvist ·
Lund ·
McCartney ·
Mørkøv · 
O'Grady ·
Rasmussen ·
A. Schleck ·
F. Schleck ·
C. A. Sørensen ·
N. Sørensen · 
Steensen ·
Van Goolen ·
Voigt
Bellis · 
Breschel ·
Cancellara       ·
Cooke ·
Didier ·
Fuglsang ·
J. J. Haedo ·
L. S. Haedo ·
Høj ·
Jørgensen ·
Klemme ·
Klostergaard ·
Larsson ·
Lund ·
Marycz ·
Mørkøv ·
O'Grady ·
Porte ·
Rasmussen ·
A. Schleck ·
F. Schleck ·
C. A. Sørensen ·
N. Sørensen · 
Steensen ·
Voigt